# رجم الشامي
رجم الشامي (بالإنجليزية: Rujm ash Shami) هي بلدة في محافظة عمان إلى الشمال الغربي من الأردن.

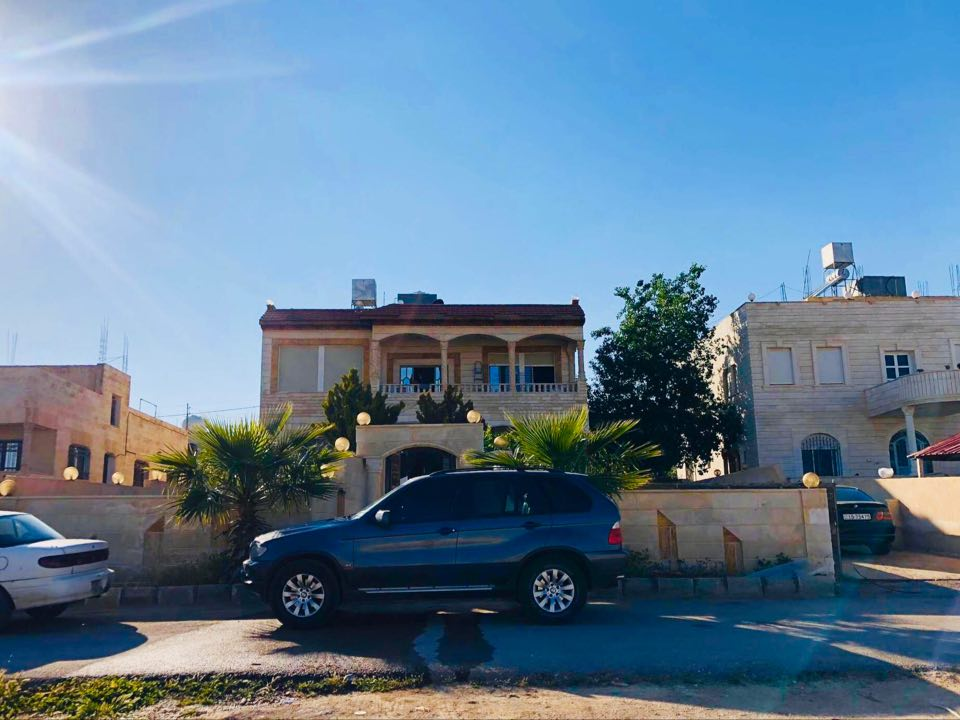
صورة لاحد المنازل المبنية من الحجر في منطقة رجم الشامي الأردنية،تبين الصورة رقي أبنية المنطقة

تقع رجم الشامي جنوب شرق العاصمة عمان وهي مركز قضاء تظم التجمعات السكانية التالية
رجم الشامي الغربي والشرقي
سالم
ضاحية الاميرة ايمان
الذهيبة الغربية
الهاشمية
الكتيفة
اللسين
الرابية
وسميت بهذا الاسم نسبة إلى امير حج شامي توفي ودفن فيها ووضع على قبره رجم من الحجارة للتعرف عليه ويوجد فيها اثار رومانية عبارة عن قصرين اثريين احدهما في وسط البلدة والاخر في جنوبها